# Acyphoderes acutipennis
Acyphoderes acutipennis är en skalbaggsart som beskrevs av Thomson 1860. Acyphoderes acutipennis ingår i släktet Acyphoderes och familjen långhorningar.
Artens utbredningsområde är Honduras. Inga underarter finns listade i Catalogue of Life.